# Osor (Chorwacja)
Osor – wieś w Chorwacji, w żupanii primorsko-gorskiej, w mieście Mali Lošinj. W 2011 roku liczyła 60 mieszkańców.